# DB-Baureihe 728
| DB-Baureihe 728       | DB-Baureihe 728      | DB-Baureihe 728                |
|                       | 728 001–002          | 728 001                        |
| --------------------- | -------------------- | ------------------------------ |
| Hersteller            | MAN                  | MAN                            |
| Baujahre              | 1954 19?? (Umbau)    | 1962 1985 (Umbau im Aw Kassel) |
| Ausmusterung          | 1980                 | 1999                           |
| Herkunftsbauart       | VT 95                | VT 98                          |
| Anzahl                | 2                    | 1                              |
| Achsformel            | AA                   | AA                             |
| Spurweite             | 1435 mm (Normalspur) | 1435 mm (Normalspur)           |
| Höchstgeschwindigkeit | 90 km/h              | 90 km/h                        |
| Leermasse             | ? t                  | 23 t                           |
| Leistung              | 110 kW               | 2 × 110 kW                     |

Als Baureihe 728 bezeichnete die Deutsche Bundesbahn Bahndienstfahrzeuge zum Transport von Bahnpersonal bzw. zur Prüfung von Indusi-Streckeneinrichtungen. Es existierten insgesamt drei Exemplare dieser Baureihe, wovon zwei Mannschaftswagen und eines ein Messwagen war. Beide Varianten waren entstanden durch Umbau von Uerdinger Schienenbussen.

## Mannschaftswagen
Aus den Schienenbussen 795 447-2 und 795 448-0 der DB-Baureihe VT 95 wurden die Mannschaftswagen 728 001-9 und 728 002-7 gebaut. Diese wurden 1980 ausgemustert.

## Indusi-Messwagen
Mit der zunehmenden Verwendung der induktiven Zugbeeinflussung wurden spezielle Messfahrzeuge notwendig, um die korrekte Funktionsweise der Streckeneinrichtungen zu überprüfen. Als Ersatz für das erste 1968 zu diesem Zweck umgebaute und 1986 ausgemusterte Fahrzeug 724 001 wurde 1985 ein Schienenbus der DB-Baureihe VT 98 mit der Fahrzeugnummer 798 813 im Ausbesserungswerk Kassel zum Prüfwagen für Indusi-Streckeneinrichtungen umgebaut. Das Fahrzeug erhielt im computerlesbaren Nummerierungsschema mit 728 001-9 als Zweitbelegung die gleiche Bezeichnung wie der ausgemusterte erste Mannschaftswagen.
Im Zuge des Umbaus erhielt das Fahrzeug die typische gelbe Farbgebung der Messwagen. Neben der Messtechnik wurden auch zusätzliche Arbeitsscheinwerfer eingebaut und einige Seitenfenster verschlossen. Zur Überprüfung der Sicherungseinrichtungen besaß der Messwagen zwei Prüfmagnete, mit denen die Funktion der Streckeneinrichtung überprüft wurde. Ein- und Ausfahrsignale konnten damit in einem Arbeitsgang ohne Umsetzen überprüft werden. Die Ausmusterung der Fahrzeuge der Baureihen 724 und 728 im Jahr 1999 hatte verschiedene Gründe: Die Messwagen waren mittlerweile in die Jahre gekommen, ihre Höchstgeschwindigkeit war gering und behinderte oft den Regelbetrieb. Zudem war auf Strecken mit hoher zulässiger Geschwindigkeit inzwischen die Linienzugbeeinflussung eingeführt worden und auch auf langsameren Strecken wurde die Verwendung der digitalen punktförmigen Zugbeeinflussung verpflichtend. Für diese neuartige Sicherungstechniken waren die Fahrzeuge aber nicht mehr geeignet. Heute ermöglichen moderne Prüffahrzeuge wie die RAILab-Garnituren neben der Überprüfung von sämtlichen Sicherungseinrichtungen gleichzeitig die digitale Erfassung aller betriebsrelevanten Parameter der Gleislage und erlauben hohe Messgeschwindigkeiten. Streckenmagnete können inzwischen von Technikern mittels Handgerät gewartet werden. Der Indusi-Messwagen der Baureihe 728 wurde an die AKN Eisenbahn verkauft. Er wurde dort wieder in Rot lackiert und erhielt die Nummer VT 3.07.